# Gonçalo Franco
Gonçalo Franco (17 november 2000, Porto) is een Portugees voetballer die doorgaans als centrale middenvelder speelt. Hij tekende in juli 2024 een contract voor 4 jaar bij Swansea City, dat hem overkocht van Moreirense FC voor een bedrag van €2.100.000. 
1 Fisher ·
2 Key ·
3 Pedersen ·
4 Fulton ·
5 Cabango ·
6 Darling ·
7 Allen ·
8 Grimes  ·
9 Vipotnik ·
10 Eom ·
11 Ginnelly ·
14 Tymon ·
17 Franco ·
19 Bianchini ·
20 Cullen ·
21 Tjoe-A-On ·
22 Vigouroux ·
23 Christie ·
25 Peart-Harris ·
26 Naughton ·
29 Broome ·
30 Ashby ·
31 Cooper ·
32 Abbey ·
33 McLaughlin ·
35 Ronald ·
37 Govea ·
41 Parker ·
47 Abdulai ·
Coach: Williams